# Tiberio Colantuoni
Tiberio Colantuoni Treveljan (né le 20 mai 1935  à Rome, Italie et mort le 1er janvier 2007 à Cerano d'Intelvi, Italie), est un dessinateur de bande-dessinée italien.

## Pour en savoir plus
- Hop ! no 112, 4e trimestre 2006, page 55 : Rubrique Remember.